# Guldskivling
Guldskivling (Bolbitius titubans) är en svampart. Guldskivling ingår i släktet Bolbitius och familjen Bolbitiaceae.  Arten är reproducerande i Sverige.

## Underarter
Arten delas in i följande underarter:
- titubans
- olivaceus

## Bildgalleri

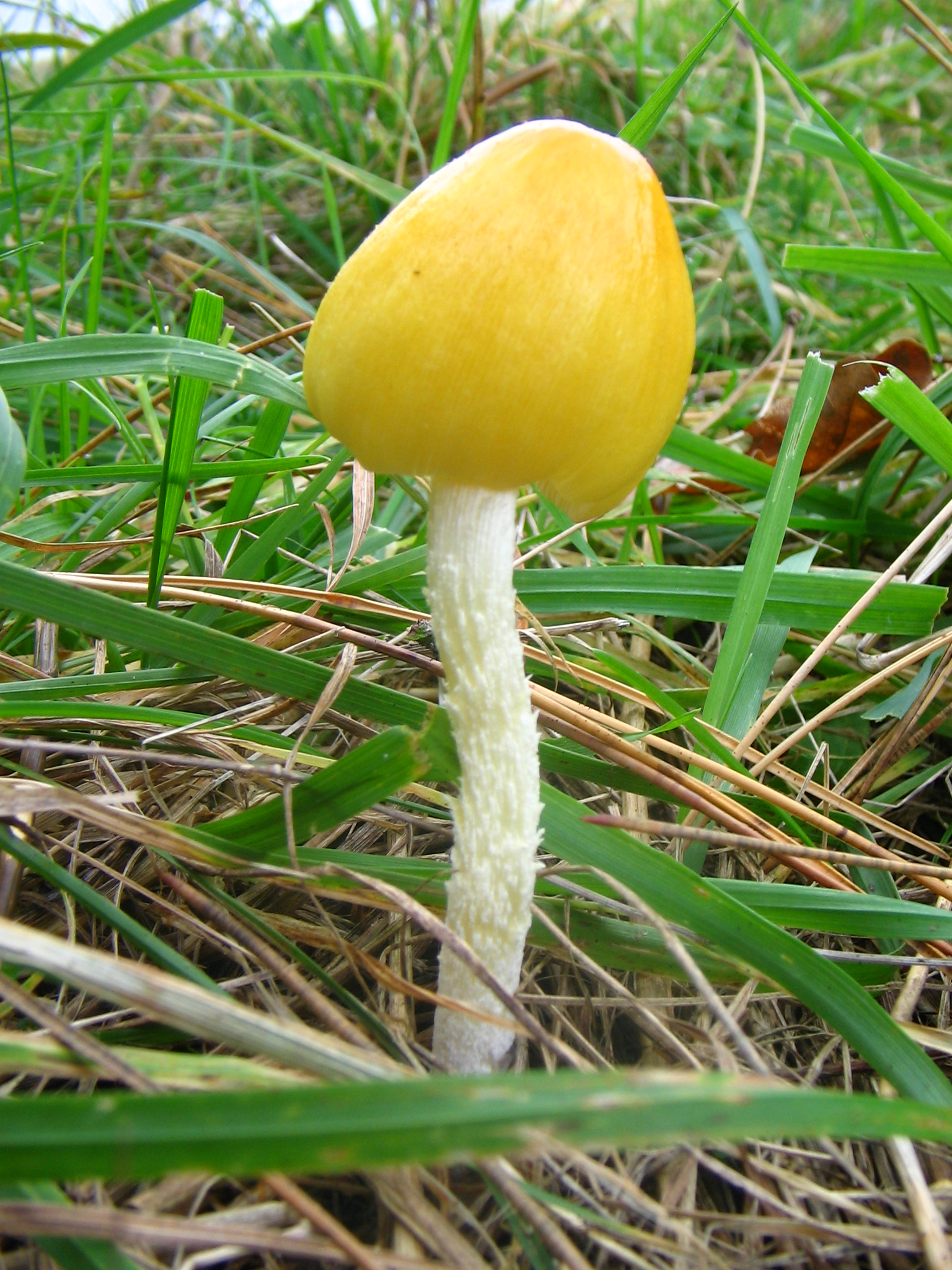
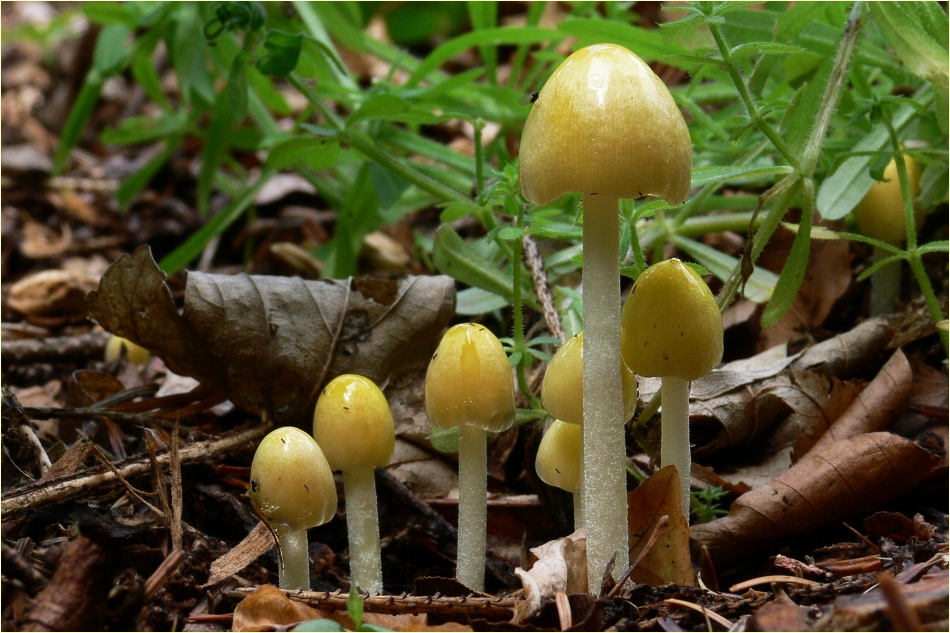
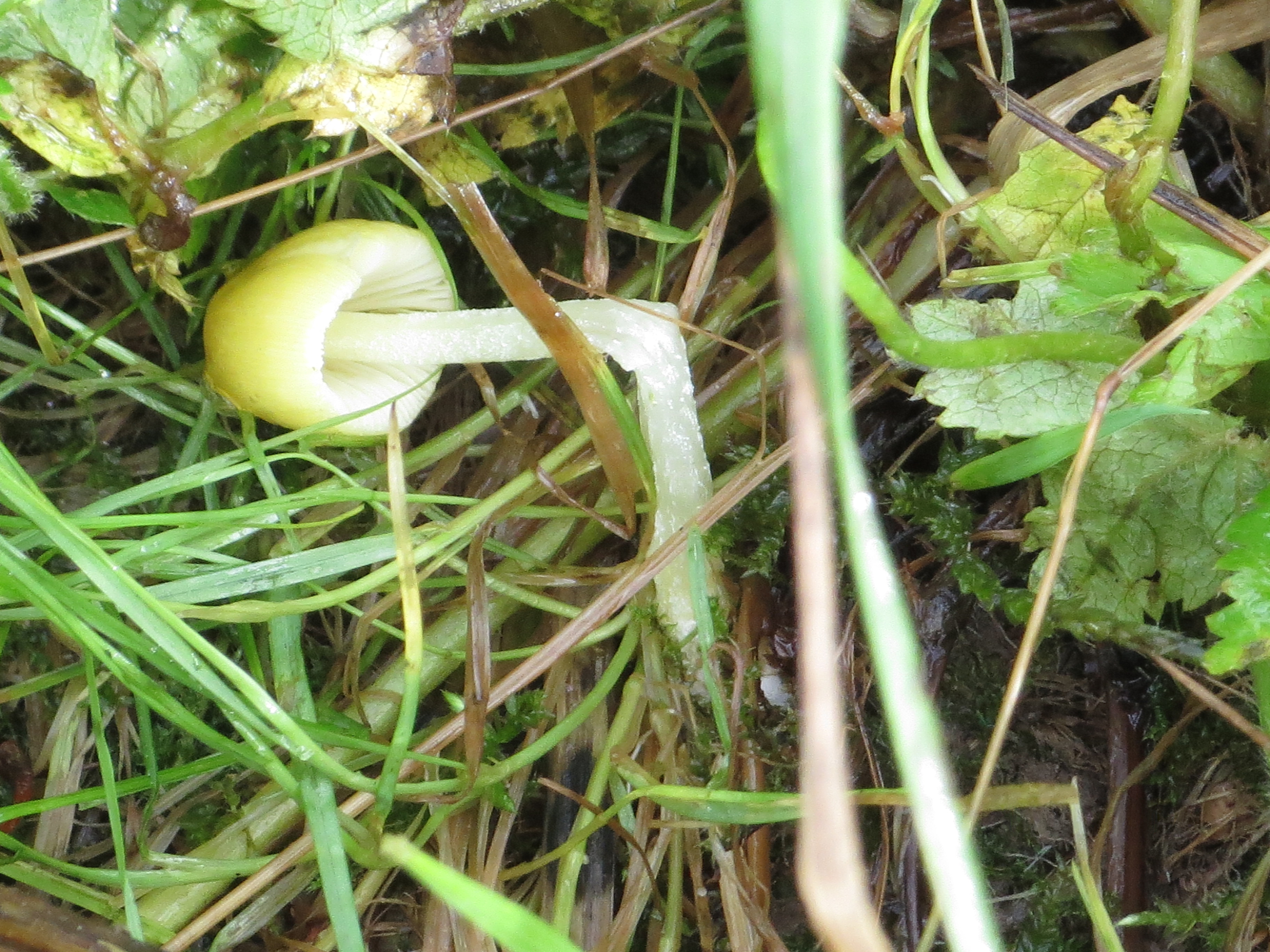
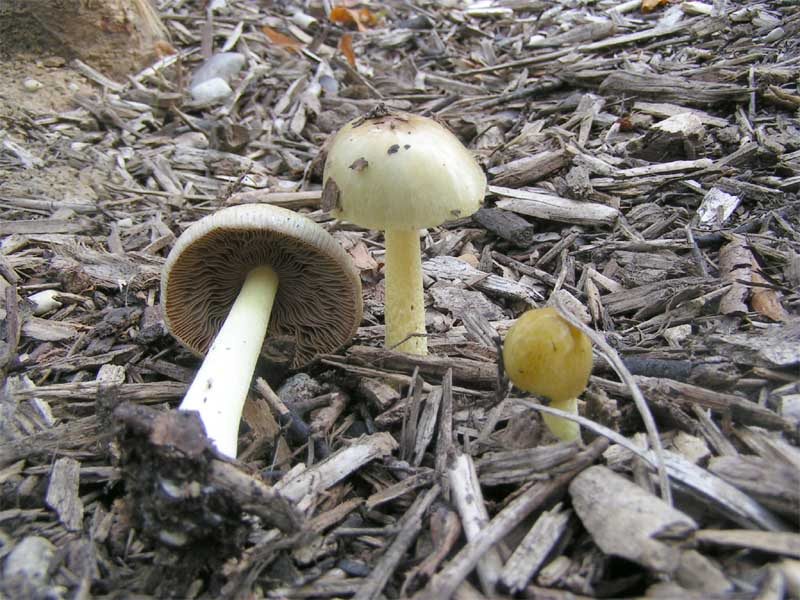
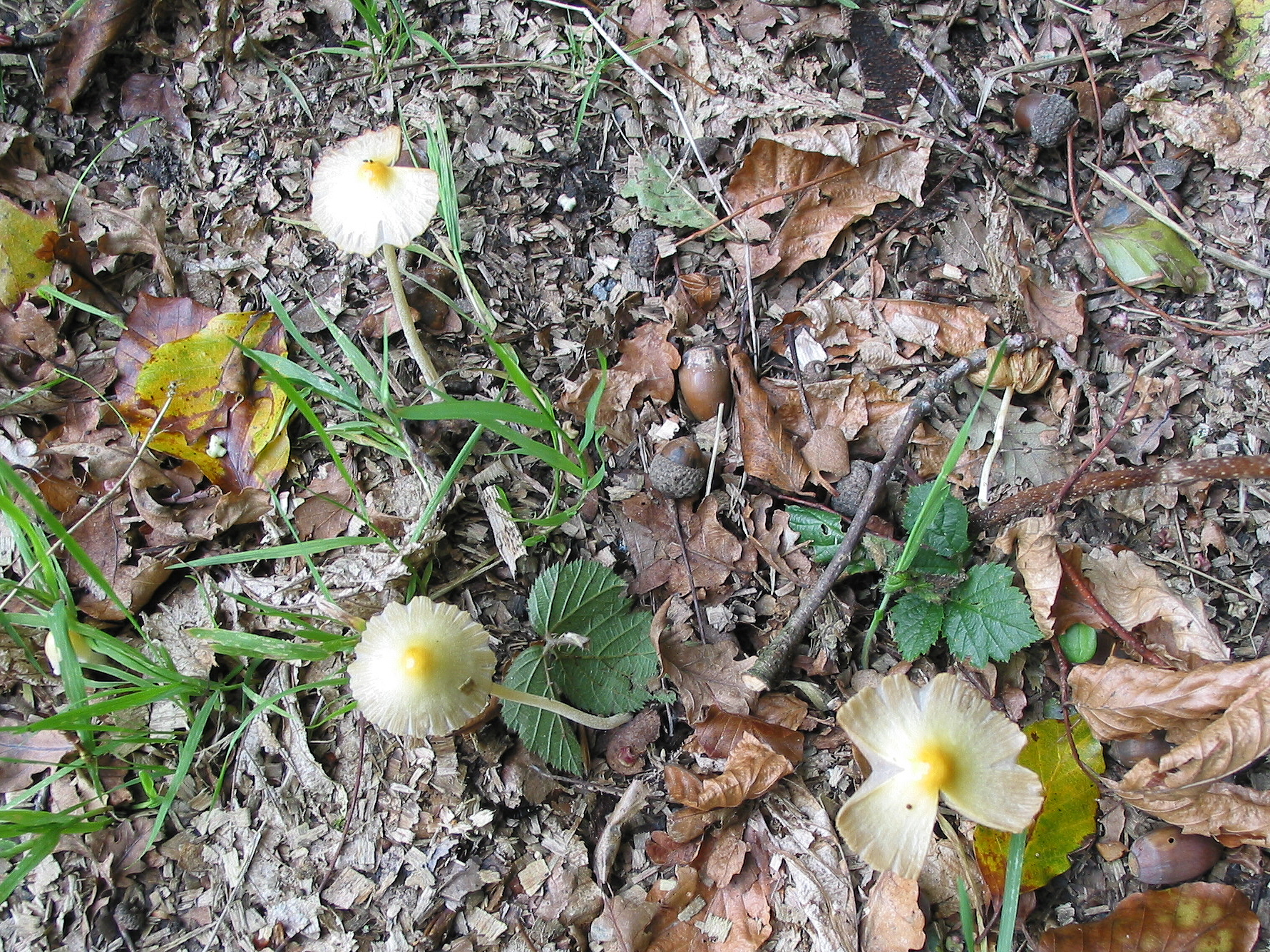
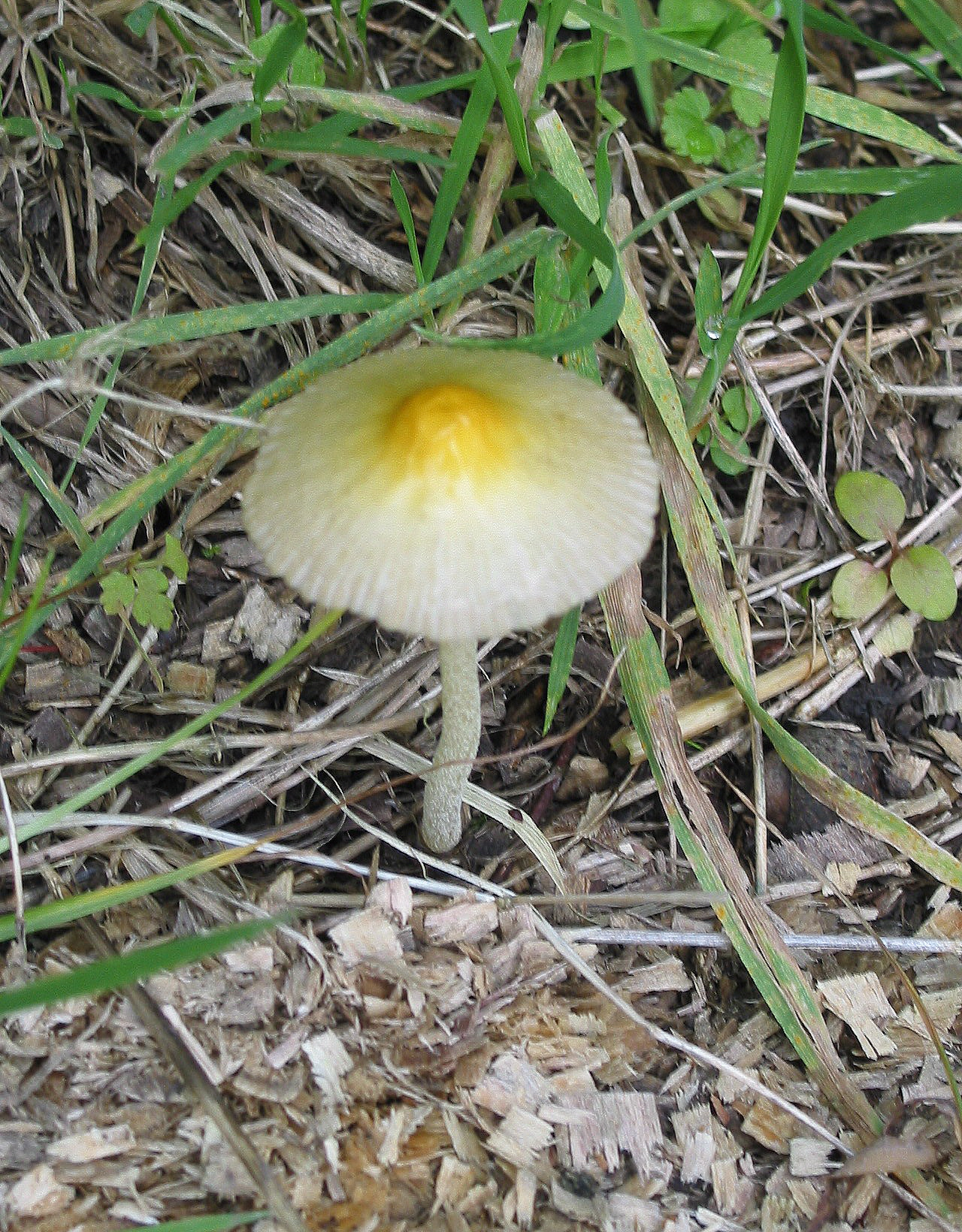
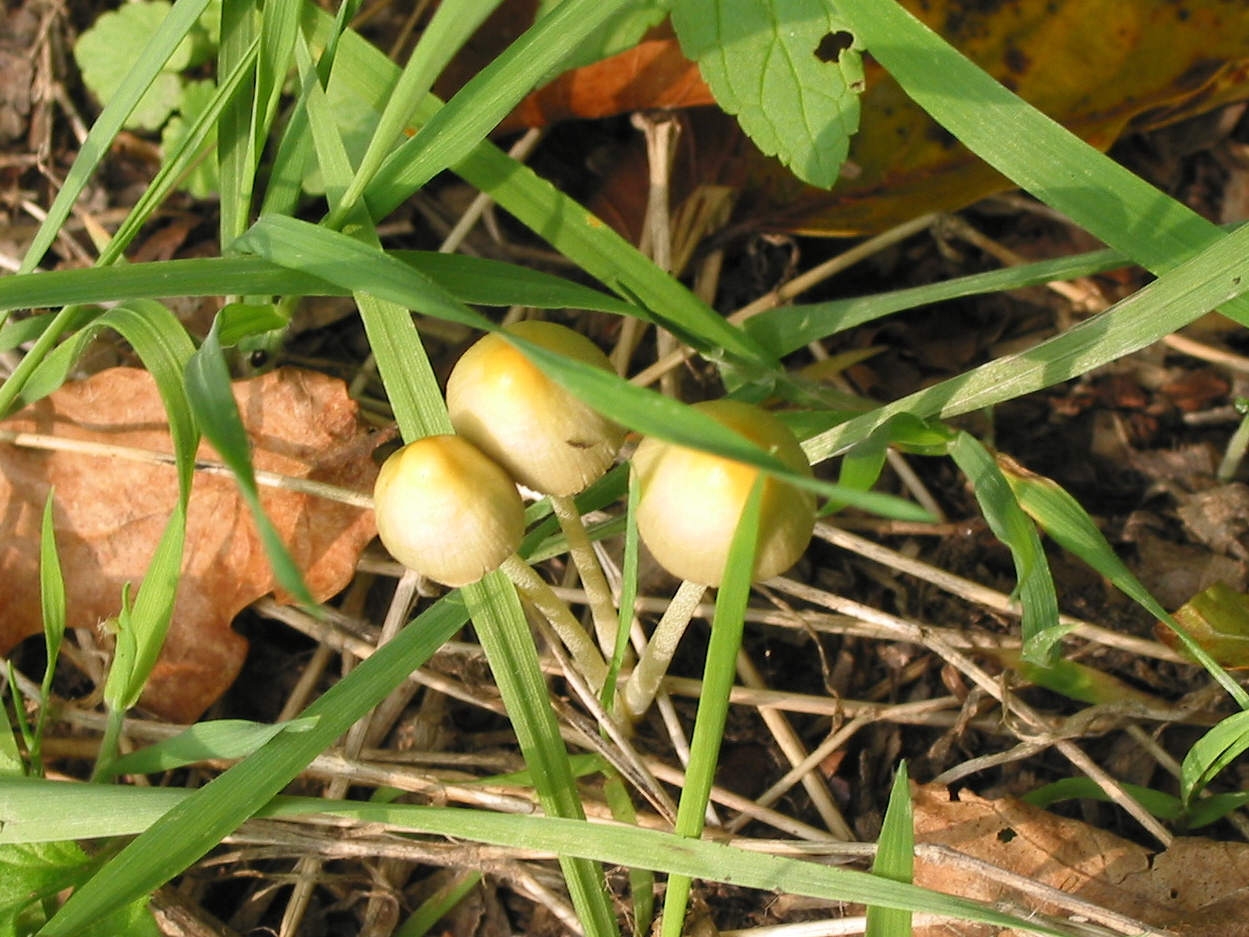